# Saint-Arey
Saint-Arey és un municipi francès situat al departament de la Isèra i a la regió d'Alvèrnia-Roine-Alps. L'any 2007 tenia 78 habitants.

## Demografia

### Població
El 2007 la població de fet de Saint-Arey era de 78 persones. Hi havia 33 famílies de les quals 8 eren unipersonals (4 homes vivint sols i 4 dones vivint soles), 13 parelles sense fills, 8 parelles amb fills i 4 famílies monoparentals amb fills.
La població ha evolucionat segons el següent gràfic:
Habitants censats

### Habitatges
El 2007 hi havia 52 habitatges, 33 eren l'habitatge principal de la família, 19 eren segones residències i 1 estava desocupat. 50 eren cases i 2 eren apartaments. Dels 33 habitatges principals, 28 estaven ocupats pels seus propietaris i 4 estaven llogats i ocupats pels llogaters; 4 tenien tres cambres, 9 en tenien quatre i 19 en tenien cinc o més. 25 habitatges disposaven pel capbaix d'una plaça de pàrquing. A 12 habitatges hi havia un automòbil i a 18 n'hi havia dos o més.

### Piràmide de població
La piràmide de població per edats i sexe el 2009 era:
| Homes | Edats   | Dones |
| ----- | ------- | ----- |
| 0     | 95 o +  | 0     |
| 0     | 90 a 94 | 0     |
| 0     | 85 a 89 | 0     |
| 0     | 80 a 84 | 4     |
| 0     | 75 a 79 | 0     |
| 4     | 70 a 74 | 0     |
| 4     | 65 a 69 | 0     |
| 0     | 60 a 64 | 0     |
| 4     | 55 a 59 | 4     |
| 0     | 50 a 54 | 0     |
| 4     | 45 a 49 | 0     |
| 0     | 40 a 44 | 4     |
| 8     | 35 a 39 | 4     |
| 0     | 30 a 34 | 4     |
| 0     | 25 a 29 | 0     |
| 0     | 20 a 24 | 1     |
| 0     | 15 a 19 | 4     |
| 0     | 10 a 14 | 4     |
| 4     | 5 a 9   | 4     |
| 0     | 0 a 4   | 4     |

## Economia
El 2007 la població en edat de treballar era de 49 persones, 37 eren actives i 12 eren inactives. De les 37 persones actives 35 estaven ocupades (18 homes i 17 dones) i 2 estaven aturades (1 home i 1 dona). De les 12 persones inactives 6 estaven jubilades, 4 estaven estudiant i 2 estaven classificades com a «altres inactius».
Activitats econòmiques
Dels 3 establiments que hi havia el 2007, 1 era d'una empresa alimentària, 1 d'una empresa d'hostatgeria i restauració i 1 d'una empresa de serveis.
L'únic establiment comercial que hi havia el 2009 era una fleca.
L'any 2000 a Saint-Arey hi havia 5 explotacions agrícoles.

## Poblacions més properes
El següent diagrama mostra les poblacions més properes.